# Santo Spirito (île)
Santo Spirito est une île de la lagune de Venise, en Italie, située au sud de Venise, entre les îles de San Clemente et Poveglia. La superficie de l'île est de 2,38 hectares, avec une longueur de 200 mètres et une largeur de 150 mètres.

## Histoire
Pendant la guerre de Chioggia entre Venise et Gênes en 1379, la flotte génoise occupa Chioggia et, en décembre 1379, certaines des troupes qui restèrent jusqu'en février 1380 furent placées dans le monastère. Le monastère fut bombardé et quand ils se sont retirés, les Génois firent démolir le monastère de Brondolo. Les moines y reçurent du Sénat le monastère de Santo Spirito sur l'île du même nom, qui avait été abandonné par les chanoines augustins. Cela fut approuvé en 1409 par le Sénat et le pape Grégoire XII. Cependant, le monastère a rapidement disparu. Il n'était plus mentionné lors de la fondation de la Congrégation cistercienne italienne en 1497.
L'île est aujourd'hui inhabitée. Dans le passé existait cependant l'église de Sansovino. Les moines vécurent sur l'île jusqu'en 1806, après quoi ils durent partir, Napoléon leur causant trop de difficultés. Après le départ des moines, l'occupation française construisit des logements pour les soldats et un certain nombre de hangars, non sans démolir au préalable un certain nombre de maisons.
L'île donne aujourd'hui une impression négligée et délabrée, car personne n'a tenté de revitaliser l'île depuis le début de la seconde moitié du XXe siècle.
Les peintures de Palma il Vecchio et Titien autrefois situées dans l'église de Santo Spirito ont été apportées dans la ville de Venise.